# Parlatoria cakiloidea
Parlatoria cakiloidea är en korsblommig växtart som beskrevs av Pierre Edmond Boissier. Parlatoria cakiloidea ingår i släktet Parlatoria och familjen korsblommiga växter. Inga underarter finns listade i Catalogue of Life.